# Сухобузимський район
Сухобузимський район (рос. Сухобузимский район) — адміністративна одиниця та муніципальне утворення в центральній частині Красноярського краю. Адміністративний центр — село Сухобузимське.

## Географія
Територія Сухобузимського району розташована в центральній частині Красноярського краю. Протяжність 140 км із заходу на схід і майже 100 км з півночі на південь. Загальна площа території 561 260 га (5613 км²).  Лісостеповий ландшафт в західній частині переходить в тайговий масив на правій стороні річки Єнісею.
Суміжні території:
- Північ: Великомуртинський район
- Північний схід: Тасеєвський район
- Схід: Канський і Дзержинський райони
- Південний схід: Рибинський район
- Південь: Березовський район та ЗАТО Желєзногорськ
- Південний захід: Ємельяновський район.

## Економіка

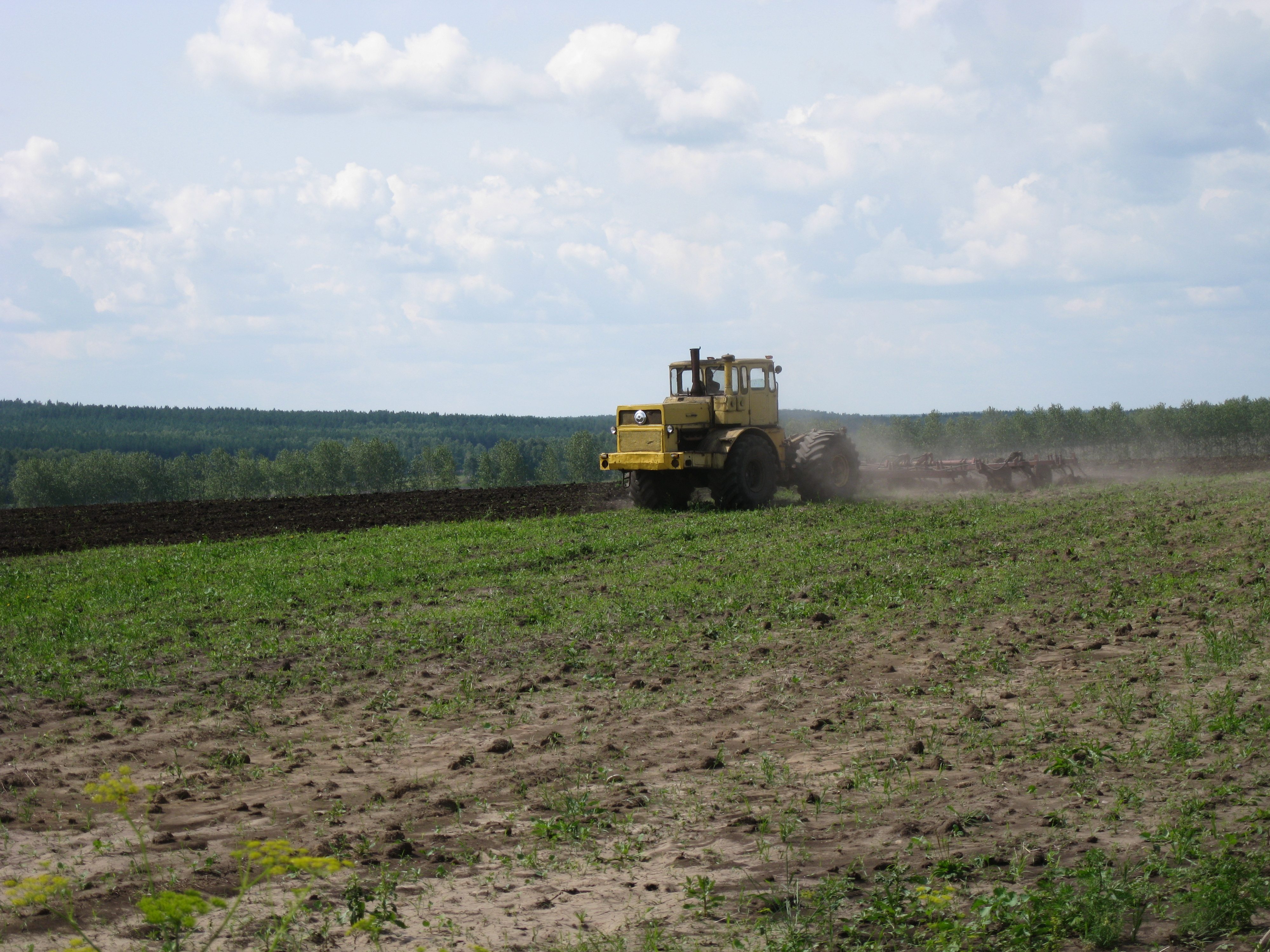
Рілля біля с. Сухобузимське

Район традиційно розвивається як сільськогосподарський.